# Anaxáreta
De acuerdo con la mitología griega, Anaxáreta fue una doncella de Chipre, descendiente de Teucro Telamónida. Despreció el amor de Ifis, un pastor de la isla, incluso después de que este se suicidase delante de su casa ahorcándose. Como castigo por su insensibilidad, los dioses convirtieron a Anaxáreta en estatua.